# Petersburg Lentransgaz
Petersburg Lentransgaz – rosyjski klub szachowy z siedzibą w Petersburgu, trzykrotny mistrz Rosji, dwukrotny mistrz Rosji kobiet. W rozgrywkach uczestniczył również pod nazwami Petersburg i FINEK Petersburg.

## Historia
Zespół został powołany przez powstałą w 1991 roku szachową federację Petersburga. W 1992 roku drużyna uczestniczyła w inauguracyjnym sezonie Priemjer-Ligi, zdobywając tytuł mistrza kraju. W 1994 roku zespół nie uczestniczył w rozgrywkach ligowych, a w następnym sezonie uczestniczył w rozgrywkach pod nazwą FINEK. Klub zajął wówczas trzecie miejsce w lidze, za Nowają Sibir Nowosybirsk i Itilem Kazań. W 1996 roku drużyna nie rywalizowała w mistrzostwach Rosji, debiutując za to w Pucharze Europy. W fazie grupowej FINEK wygrał z Bosną Sarajewo i Kaisė Wilno, awansując do fazy finałowej. W niej rosyjski zespół przegrał z Mursą Osijek, po czym wygrał z CS Clichy, Honvéd ASE i Zalaegerszegi Csuti Antal SK, zajmując w końcowej klasyfikacji dziewiąte miejsce. W 1998 roku zespół był trzeci w lidze, natomiast w Pucharze Europy wygrał fazę grupową i zajął siódme miejsce w końcowej klasyfikacji. Od 1999 roku zespół występował jako Petersburg Lentransgaz. Ponownie w lidze zajął wówczas trzecie miejsce, a w Pucharze Europy siódme.
W sezonie 2000 Petersburg Lentransgaz zdobył mistrzostwo kraju, uzyskując identyczną liczbę punktów ile drugi Sibir Tomsk. W Pucharze Europy rosyjski zespół wygrał z Alkaloidem Skopje, Merkurem Graz, Radonją Bojović Nikšić i Polonią Warszawa oraz zremisował z Bosną Sarajewo, Donbasem Ałczewsk i Ordiną Breda i w klasyfikacji końcowej zajął drugie miejsce, za Bosną Sarajewo. Ponadto w edycji kobiecej pucharu zadebiutowała żeńska drużyna Petersburg Lentransgaz, również zajmując drugą pozycję, za Agrouniverzalem Zemun . W 2001 roku klub obronił tytuł mistrza Rosji, zdobył również mistrzostwo Rosji kobiet. W męskiej edycji Pucharu Europy zespół został sklasyfikowany na szóstej pozycji, a w kobiecej – na czwartej. W sezonie 2002 Petersburg Lentransgaz zakończył rozgrywki ligowe na trzecim miejscu wśród mężczyzn i pierwszym wśród kobiet, natomiast w Pucharze Europy był jedenasty. W roku 2003 zespół był czwarty w Priemjer-lidze, szósty w Pucharze Europy oraz siódmy w Pucharze Europy kobiet. W 2004 roku Lentransgaz zakończył sponsoring drużyny. W sezonie 2004 zajęła ona siódme miejsce w lidze, a w 2005 roku nie przystąpiła do rozgrywek.

## Zawodnicy
Zawodnikami klubu byli m.in.:

- Jewgienij Aleksiejew[26]
- Paweł Anisimow[27]
- Konstantin Asiejew[28]
- Aleksandr Chalifman[4]
- Siergiej Iwanow[4]
- Wasilij Jemielin[28]
- Władimir Jepiszyn[4]
- Siergiej Jonow[29]
- Siergiej Klimow[30]
- Wiktor Korcznoj[31]
- Jekatierina Kowalewska[32]
- Walerij Łoginow[28]
- Aleksiej Ługowoj[28]
- Andriej Łukin[4]
- Elmar Məhərrəmov[4]
- Jewgienija Owod[32]
- Jewgienij Pigusow[26]
- Jekatierina Połownikowa[32]
- Walerij Popow[29]
- Konstantin Sakajew[4]
- Paweł Smirnow[27]
- Jewgienij Sołożenkin[4]
- Olga Stiażkina[32]
- Tatjana Stiepowa-Dianczenko[33]
- Irina Sudakowa[34]
- Piotr Swidler[28]
- Nikita Witiugow[30]
- Siergiej Wołkow[31]
- Olga Zimina[34]